# Pseudorbis
Pseudorbis là một chi ốc biển, là động vật thân mềm chân bụng sống ở biển trong họ Skeneidae.

## Các loài
Các loài trong chi Pseudorbis gồm có:
- Pseudorbis granulum (Brugnone, 1873)[2]
- Pseudorbis jameoensis (Rubio & Rodriguez Babio, 1991)[3]